# Eparquía de Thuckalay
La eparquía de Thuckalay (en latín: Eparchia Thuckalayensis, en inglés: Syro-Malabar Catholic Eparchy of Thuckalay y en tamil: தக்கலை மறைமாவட்டத்தின்) es una circunscripción eclesiástica de la Iglesia católica en India. Se trata de una eparquía siro-malabar, sufragánea de la archieparquía de Changanacherry. Desde el 24 de agosto de 2012 su eparca es George Rajendran Kuttinadar, de la Pía Sociedad de San Francisco de Sales.

## Territorio y organización
La eparquía tiene 32 374 km² y extiende su jurisdicción sobre los fieles católicos de siro-malabares residentes en el estado de Tamil Nadu en los distritos de Kanyakumari, Tirunelveli, Thoothukudi, Ramanathapuram, Virudhunagar, Sivaganga, Theni, Madurai y Tenkasi (creado en 2019).
La sede de la eparquía se encuentra en la ciudad de Thuckalay. En Padanthalumoodu, en el distrito de Kanyakumari, se halla la Catedral del Sagrado Corazón.
En 2020 en la eparquía existían 57 parroquias.

## Historia
El 29 de abril de 1955 el papa Pío XII mediante la bula Multorum Fidelium extendió el territorio de la eparquía de Changanacherry más al sur del río Pamba en Kerala hasta Kanyakumari, el extremo meridional de la India.
La eparquía de Thuckalay fue erigida el 11 de noviembre de 1996 con la bula Apud Indorum gentes del papa Juan Pablo II, separando territorio de la archieparquía de Changanacherry.

Apud Indorum gentes Evangelii nuntius ab antiquis iam temporibus coeptus est diffundi. Complures inde communitates exstiterunt quae multiplices variasque prae se exhibuerunt formas, quas legitimas Nos tueri volumus, atque contendimus et studemus, ut floridiorem statum per proprium ritum illae consequantur. Nunc de Archieparchia Metropolitana Changanacherrensi Syro-Malabarensium cogitamus deque eiusdem loci amplitudine. Itaque, postquam de hac re Congregationis pro Ecclesiis Orientalibus Praefectus rettulit, iudicavimus opportunum nonnulla loca ab eadem distrahere et novam Eparchiam condere. Quapropter Apostolica Nostra de auctoritate novam Eparchiam constituimus Thuckalayensem appellandam, eparchialem sedem in oppido «Thuckalay» locantes, atque eiusdem fines territorio provinciae v. d. Kanyakumari, una cum « taluk » v. d. Shenkottai in provincia v. d. Tirunelveli terminantur, quamque Eparchiae Metropolitanae Changanacherrensi Syro-Malabarensium suffraganeam facimus. Ad haec tandem perficienda, consuetudines iuraque congrua, serventur quae a Codice Orientali praecipiuntur, nihil quibusvis rebus minime officientibus. Novensilem communitatem demuqt hanc benigna prece prosequentes, exoptamus, ut spiritalem cursum animose ipsa teneat, quae per maiorum commendabiles consuetudines et fervidam pietatem magnum progressum consequatur et fidelibus cunctis salutifera largiter afferat beneficia.

La eparquía fue inaugurada el 18 de diciembre de 1996.
El territorio original de la eparquía comprendía dos sectores aislados entre sí: el distrito de Kanyakumari (en Kerala) y el taluk de Shenkottai en el distrito de Tirunelveli (en Tamil Nadu), con un área de 1793.94 km². Kanyakumari pasó a Tamil Nadu el 1 de noviembre de 1956. El papa Francisco amplió el territorio de la eparquía de Thuckalay el 9 de octubre de 2017 al incluir los distritos civiles de Thoothukudi, Ramanathapuram, Viruthunagar, Sivagangai, Theni, Madurai y el resto de Thirunelveli.

## Estadísticas
Según el Anuario Pontificio 2021 la eparquía tenía a fines de 2020 un total de 30 590 fieles bautizados.
| Año                                                                             | Población            | Población | Población      | Sacerdotes | Sacerdotes    | Sacerdotes    | Bautizados por sacerdote | Diáconos permanentes | Religiosos | Religiosos | Parroquias |
| Año                                                                             | Bautizados católicos | Total     | % de católicos | Total      | Clero secular | Clero regular | Bautizados por sacerdote | Diáconos permanentes | Varones    | Mujeres    | Parroquias |
| ------------------------------------------------------------------------------- | -------------------- | --------- | -------------- | ---------- | ------------- | ------------- | ------------------------ | -------------------- | ---------- | ---------- | ---------- |
| 1999                                                                            | 20 000               | 109 500   | 18.3           | 35         | 25            | 10            | 571                      |                      | 12         | 160        | 45         |
| 2000                                                                            | 20 129               | 1 220 129 | 1.6            | 36         | 20            | 16            | 559                      |                      | 18         | 182        | 45         |
| 2001                                                                            | 22 000               | 1 272 000 | 1.7            | 37         | 20            | 17            | 594                      |                      | 19         | 184        | 47         |
| 2002                                                                            | 23 618               | 2 015 000 | 1.2            | 38         | 19            | 19            | 621                      |                      | 21         | 187        | 48         |
| 2003                                                                            | 24 112               | 2 016 494 | 1.2            | 39         | 20            | 19            | 618                      |                      | 21         | 190        | 50         |
| 2004                                                                            | 24 429               | 2 022 675 | 1.2            | 44         | 21            | 23            | 555                      |                      | 27         | 192        | 50         |
| 2009                                                                            | 29 125               | 2 058 180 | 1.4            | 57         | 30            | 27            | 510                      |                      | 30         | 233        | 51         |
| 2010                                                                            | 29 673               | 2 071 258 | 1.4            | 63         | 36            | 27            | 471                      |                      | 30         | 245        | 55         |
| 2014                                                                            | 28 400               | 1 915 326 | 1.5            | 65         | 40            | 25            | 436                      |                      | 28         | 215        | 59         |
| 2017                                                                            | 25 000               | 2 010 200 | 1.2            | 63         | 41            | 22            | 396                      |                      | 22         | 273        | 58         |
| 2020                                                                            | 30 590               | 2 081 700 | 1.5            | 81         | 59            | 22            | 377                      |                      | 22         | 280        | 57         |
| Fuente: Catholic-Hierarchy, que a su vez toma los datos del Anuario Pontificio. |                      |           |                |            |               |               |                          |                      |            |            |            |

## Episcopologio
- George Alencherry (11 de noviembre de 1996-25 de mayo de 2011 confirmado archieparca mayor de Ernakulam-Angamaly)[nota 1]
- George Rajendran Kuttinadar, S.D.B., desde el 24 de agosto de 2012